# Силвио Пасерини
Силвио Пасерини (на италиански: Silvio Passerini, * 1469 в Кортона, † 20 април 1529 в Чита ди Кастело) е от 1517 г. италиански кардинал и епископ на Кортона (1521 – 1529).
Той е син на Розадо Пасерини и Маргерита дел Брака. От 1494 г. живее във Флоренция. Баща му е привърженик на Медичите. Той е покровителстван от Лоренцо де Медичи, сприятелява се с по-късния папа Лъв X и участва с него във войната. Двамата попадат в плен на французите. След освобождението му той започва служба при папата като папски пратеник и посланик в Перуджа и други градове в Умбрия.
След избора на Джовани де’ Медичи за папа на 11 март 1513 г. Пасерини заедно с братята му Валерио и Козимо получава Пертриняно дел Лаго. На 1 юли 1517 г. Силвио Пасерини е номиниран за кардинал и на 6 юли получа църквата Сан Лоренцо ин Лучина в Рим. На 15 ноември 1521 г. става епископ на Кортона. Той резидира в Палацо дел Капитано дел Пополо, който реставрира от 1521 до 1527 г. в ренесансов стил.
Папа Климент VII остава регентството на Флоренция на херцог Алесандро де  Медичи, племенника му Иполито де Медичи и на кардинал Силвио Пасерини, който вече е считан за член на семейството.
След изгонването на Медичите през 1527 г. Пасерини бяга в Кортона. Той умира на 20 април 1529 г. в Чита ди Кастело. Погребан е в неговата църква Сан Лоренцо ин Лучина в Рим.